# Dubrawka von Masowien
Dubrawka (poln. Dubrawka; * um 1230; † 1265) war eine polnische Prinzessin und galizische Fürstin. Sie entstammte dem Adelsgeschlecht der masowischen Piasten und heiratete in die Rurikiden ein.

## Leben
Dubrawka war Tochter von Herzog Konrad I. von Masowien († 1247) und der nowogroder Adeligen Agafia von Ruthenien. Sie wurde nach Dubrawka von Böhmen benannt.

## Ehe und Familie
Zwischen 1246 und 1247 heiratete sie Wasylko Romanowitsch (Bruder von Daniel Romanowitsch) von Galizien-Wolhynien. Beide waren Urenkel von Bolesław III. Schiefmund und die Ehe erhielt den Dispens von Papst Innozenz IV. Aus der Ehe gingen die folgenden Kinder hervor:
- Wolodimir Wasylkowitsch, Herzog von Wolhynien
- Olga, Ehefrau von Andreas, Herzog von Tschernihiw